# タンゴ (ストラヴィンスキー)
『タンゴ』（Tango）は、イーゴリ・ストラヴィンスキーが1940年に作曲したピアノ曲。小品ながら、演奏される機会は比較的多い。

## 概要
1939年9月に渡米し、そのままアメリカに移住したストラヴィンスキーによって書かれた最初の曲である。
現在『タンゴ』はピアノ曲として知られるが、本来は歌詞をつけてポピュラー音楽にするつもりで、そのため商業主義に妥協している。
『兵士の物語』に出てくるタンゴはハバネラ風の音楽だが、それとは大幅に異なっている。

## 音楽
『タンゴ』は単一楽章で、演奏時間は約4分30秒。
拍子は4分の4拍子で変化がなく、8小節ずつ11の部分に分かれる。シンコペーションが多いことを除いて、ストラヴィンスキーの音楽としては非常に単純な構造を持つ。旋律もごく親しみやすいものになっている。
『タンゴ』という題にもかかわらず、タンゴの特徴的なリズムはあまり出てこない。
8小節の序奏のあとニ短調の旋律が現れ、形を変えながら数回くり返される。中間部分はニ長調に変わる。ふたたび元の短調の旋律がくり返され、最後に序奏と同じ旋律が現れて終わる。

## 編曲
作曲者の許可のもと、フェリックス・ギュンターによってサクソフォーン、ギター、ピアノを含むオーケストラ用に編曲され、ベニー・グッドマン楽団によって1941年7月に初演された。
1953年にはストラヴィンスキー自身によって室内管弦楽用に編曲された。編成はクラリネット4、バスクラリネット1、トランペット4、トロンボーン3、ギター1、ヴァイオリン3、ヴィオラ1、チェロ1、コントラバス1からなり、ニ短調から変ホ短調に変えられている。1953年10月18日、『前奏曲』（もとジャズ・バンドのために書かれた）の新しい編曲とともにロサンゼルスの「屋根の上の夕べ」演奏会においてロバート・クラフトの指揮によって初演された。
サミュエル・ドゥシュキンの編曲によるヴァイオリンとピアノ用の版も存在する。